# Kaftan
Kaftan je vrsta duge gornje haljine, bez postave, obično od čoje. Po kaftanu se veže pojas tzv. »кušak«.
To je vrsta odeće srednjoazijskih naroda koja se u prošlosti nosila na području Male Azije, Poljske, Rusije i Mađarske.
Kaftan je i dugi kaput ili ogrtač od grubog sukna, vune ili svile, širokih rukava, bez postave, i dug sve do gležnjeva. Javlja se nekoliko tipova. Najpoznatiji je onaj kojega su nosili osmanski sultani, a u pogledu stroge hijerarhije (rangu pojedinca) razlikovali su se po boji, uzorcima i dugmadi.
Na području zapadne Afrike javlja se senegalski kaftan-sabador kod naroda Wolof, i nešto elegantniji mbubb ili veliki boubou.
Marokanski kaftan je ženska nošnja, uobičajena kod Marokanki. U jugoistočnoj Aziji nalazimo batik kaftan za čiju se izradu preferira svila, i cvjetni i apstraktni dizajn, a danas su uzor za izradu savremenih ženskih kaftana.
Najpoznatiji kaftani bili su oni koje su nosili osmanski sultani, i drugi visoki dostojanstvenici Osmanskog carstva koji su se razlikovali po boji, dekoraciji i dugmadi. Po kaftanu odmah se video društveni status.

## Opis
Tipični kaftan imao je duge široke rukave i bio je otvoren na prednjem delu, ali se je najčešće mogao trakama (ili vezicama) i zakopčati.
Kaftanima su se takođe zvali i crni mantili koje su nosili Hasidski Jevreji od evropskog srednjeg vika. Kako se širilo Osmansko carstvo tako se širilo nošenje kaftana, pa se nosio i po Poljskoj, Ugarskoj, Rusiji i po čitavom Balkanu.